# Радзиці-Дужі
Радзиці-Дужі (пол. Radzice Duże) — село в Польщі, у гміні Джевиця Опочинського повіту Лодзинського воєводства.
Населення — 663 особи (2011).
У 1975-1998 роках село належало до Радомського воєводства.

## Демографія
Демографічна структура станом на 31 березня 2011 року:
|          | Загалом | Допрацездатний вік | Працездатний вік | Постпрацездатний вік |
| -------- | ------- | ------------------ | ---------------- | -------------------- |
| Чоловіки | 334     | 68                 | 222              | 44                   |
| Жінки    | 329     | 57                 | 178              | 94                   |
| Разом    | 663     | 125                | 400              | 138                  |